# Найсильніша жінка у світі
Найсильніша жінка у світі (англ. World's Strongest Woman) - найвідоміше щорічне змагання серед жінок, які займаються стронґменом. Багато в чому нагадує змагання Найсильніша людина світу, а у відтин часу з 2001 по 2003 роки проходило в той самий час і тому самому місці, що і НЛС.
Змагання кілька разів змінювалося за форматом. З 2012 року змагання проводиться із назвою Об'єднане змагання серед найсильніших жінок світу.
Україна двічі ставала переможницею змагання: у 2011 році перемогу завоювала Вероніка Дукаль, а у 2014 — Стефанія Перейма.

## Статистика
| Звання                                                 | Переможниця         | 2-ге місце             | 3-ге місце            | Розташування               |
| ------------------------------------------------------ | ------------------- | ---------------------- | --------------------- | -------------------------- |
| 2022 Найсильніша жінка у світі                         | Ольга Лящук         | Андреа Томпсон         | Інез Карраскільо      | Дейтона-Біч, США           |
| 2021 Найсильніша жінка у світі                         | Ребекка Робертс     | Ольга Лящук            | Анабель Чапман        | Дейтона-Біч, США           |
| 2020                                                   | Захід не проводився | Захід не проводився    | Захід не проводився   | Захід не проводився        |
| 2019 Найсильніша жінка у світі                         | Донна Мур           | Ліндсі Кінонес         | Андреа Томпсон        | Дейтона-Біч, США           |
| 2018 Найсильніша жінка у світі                         | Андреа Томпсон      | Донна Мур              | Крістін Роудс         | Ролі, США                  |
| 2017 Найсильніша жінка у світі                         | Донна Мур           | Крістін Роудс          | Брітені Корнеліус     | Ролі, США                  |
| 2016 Найсильніша жінка у світі                         | Донна Мур           | Лідія Гунько           | Ольга Лящук           | Донкастер, Англія          |
| 2015                                                   | Захід не проводився | Захід не проводився    | Захід не проводився   | Захід не проводився        |
| 2014                                                   | Захід не проводився | Захід не проводився    | Захід не проводився   | Захід не проводився        |
| 2013 Об'єднане змагання серед найсильніших жінок світу | Каті Луото          | Крістін Роудс          | Аннііна Вааранмаа     | Гельсінкі, Фінляндія       |
| 2012 Об'єднане змагання серед найсильніших жінок світу | Крістін Роудс       | Нііна Юмппанен         | Анна Розен            | Гямеенлінна, Фінляндія     |
| 2011 Найсильніша леді у світі                          | Ніна Геря           | Ґемма Тейлор-Маґнуссон | Аннетт вон дер Уеппен | Полтава, Україна           |
| 2010                                                   | Захід не проводився | Захід не проводився    | Захід не проводився   | Захід не проводився        |
| 2009                                                   | Захід не проводився | Захід не проводився    | Захід не проводився   | Захід не проводився        |
| 2008 Світове змагання Стронґвумен                      | Анета Флорчик       | Крістін Роудс          | Каті Луото            | Тчев, Польща               |
| 2007                                                   | Захід не проводився | Захід не проводився    | Захід не проводився   | Захід не проводився        |
| 2006 Світове змагання Стронґвумен                      | Анета Флорчик       | Анна Розен             | Анкі Оберґ            | Опалениця, Польща          |
| 2005 Світове змагання Стронґвумен                      | Анета Флорчик       | Ґемма Тейлор-Маґнуссон | Джилл Міллз           | Ґленарм, Північна Ірландія |
| 2004                                                   | Захід не проводився | Захід не проводився    | Захід не проводився   | Захід не проводився        |
| 2003 Найсильніша жінка у світі                         | Анета Флорчик       | Анна Розен             | Гайні Койвуніємі      | Вікторія, Замбія           |
| 2002 Найсильніша жінка у світі                         | Джилл Міллз         | Джекі Янґ              | Гайні Койвуніємі      | Куала-Лумпур, Малайзія     |
| 2001 Найсильніша жінка у світі                         | Джилл Міллз         | Гайні Койвуніємі       | Робін Коулмен         | Вікторія, Замбія           |
| 2000                                                   | Захід не проводився | Захід не проводився    | Захід не проводився   | Захід не проводився        |
| 1999                                                   | Захід не проводився | Захід не проводився    | Захід не проводився   | Захід не проводився        |
| 1998                                                   | Захід не проводився | Захід не проводився    | Захід не проводився   | Захід не проводився        |
| 1997 Світове змагання Стронґвумен                      | Мішель Соренсен     | Джоан Бартер           | Анна Стіккелстад      | Данія                      |